# 奈良青年師範学校
| 奈良青年師範学校 （奈良青師） | 奈良青年師範学校 （奈良青師）     |
| ----------------------------- | --------------------------------- |
| 創立                          | 1944年                            |
| 所在地                        | 奈良県八木町 （現・橿原市）       |
| 初代校長                      | 谷原義一                          |
| 廃止                          | 1951年                            |
| 後身校                        | 奈良学芸大学 （現・奈良教育大学） |
| 同窓会                        | 奈良教育大学同窓会                |

奈良青年師範学校 （ならせいねんしはんがっこう） は、1944年 （昭和19年） に設立された青年師範学校である。

## 概要
- 1921年 （大正10年） 設立の奈良県実業補習学校教員養成所を起源とする。
- 1944年、奈良県立青年学校教員養成所 （1935年設立） が国に移管されて奈良青年師範学校となった。
- 第二次世界大戦後の学制改革により、新制奈良学芸大学 （現・奈良教育大学） の母体の一つとなった。
- 同窓会は 「奈良教育大学同窓会」 と称し、旧制 （奈良師範・奈良青師）・新制合同の会である。

## 沿革
- 1921年4月1日： 奈良県、奈良県実業補習学校教員養成所規程を制定。
- 1921年4月7日： 奈良県実業補習学校教員養成所、開校。
  - 吉野郡大淀村 （現・大淀町） の奈良県立農林学校に併設 （現・奈良県立大淀高等学校校地[1]）。
  - 修業年限1年、入学資格： 中等学校卒業者あるいは小学校教員免許を持つ者。
- 1923年4月： 県立磯城農学校の分離に伴い、磯城郡田原本町の同校校地に移転。
  - 現・奈良県立磯城野高等学校 （旧・奈良県立田原本農業高等学校） 校地。
- 1930年4月： 高市郡畝傍町 （現・橿原市四条町） の奈良県立農事試験場に移転。
- 1932年3月： 2年制となる （隔年募集）。
- 1935年4月： 奈良県立青年学校教員養成所と改称 （発社85号）。
- 1938年6月： 毎年募集に変更。奈良県青年学校専任教員臨時養成所を附設 （1年制）。
- 1941年3月11日： 併設先の農事試験場焼失。
- 1941年7月： 高市郡八木町 （現・橿原市小房町） の八木町繭検査所に移転。
- 1944年4月1日： 官立移管され奈良青年師範学校となる。
  - 本科 （農業科） 3年制。独立校舎となる。
- 1946年4月： 女子部 （家庭科） を設置。
- 1947年4月： 林業科を増設。
- 1949年5月31日： 奈良師範学校と統合され、新制奈良学芸大学発足。
  - 青年師範学校校地には八木分教場が設置された。
- 1951年3月： 奈良学芸大学奈良青年師範学校 （旧制）、廃止。

## 歴代校長
奈良県実業補習学校教員養成所・奈良県立青年学校教員養成所
- 所長： 中村由太郎 （1921年4月 - 1930年3月）
  - 奈良県立農林学校・磯城農学校校長と兼務
- 所長： 春日直人 （1930年3月 - 1936年8月）
- 所長： 高橋薫 （1936年8月 - 1941年7月）
- 所長： 佐藤卓 （1941年7月 - 1943年3月）
- 所長： 井上善光 （1943年3月 - 1944年3月）

官立奈良青年師範学校
- 校長： 谷原義一 （1944年4月 - 1945年11月）
- 校長： 宮本陸治 （1945年11月24日[2] - 1949年7月）
- 校長： 山岸五平 （1949年7月 - 1951年3月）

## 校地の変遷と継承
前身の奈良県立青年学校教員養成所から引き継いだ、高市郡八木町 （現・橿原市小房町） 繭検査所内の校地を使用した。八木校地は後身の奈良学芸大学に引き継がれ八木分教場となったが、1951年3月、旧制奈良青年師範学校の廃止と共に分教場も廃止された。旧校地はその後も附属八木農場として1969年まで使用された。跡地は橿原市立図書館・青少年会館・体育館などに使用されている。

## 関連書籍
- 奈良教育大学創立百周年記念会百年史部（編）　『奈良教育大学史』　奈良教育大学創立百周年記念会、1990年3月、296-304頁・423-432頁・501-510頁・546-547頁。